# Морган ап Ител
Морган ап Ител (валл. Morgan ap Ithel; умер ок. 730) — король Гвента и Гливисинга до 715 года. Он был внуком Моргана ап Атруиса, через его сына Итела, по одной версии, по другой, через младшего сына Артуиса, или же и вовсе являлся младшим сыном Моргана и носил прозвище "Богатый" и умер в 710 году..

## Биография
Большая часть информации о нем почерпнута из Книги Лландафа, которая сохранила ряд уставов, в которых он фигурировал. Его именовали королем Гливисинга. Морган правил во времена епископа Бертуина (ок. 700 года) и упоминается как сын Атруиса, который возможно, был сыном Моргана. Он владел землями Гвентом, Гливисингом и полуостровом Гоуэр. Морган также появлялся в Уставах Лланкарфана, связанных с «Житием святого Кадока» (§ 67). В § 62 упоминается, что у Моргана был приемный сын по имени Гвенгарт, хотя возможно тут имелся ввиду более ранний Морган, так как епископ Эуддогуи умер около 615 года, а время епископа Бертуина — примерно рубеж VII и VIII веков. Во времена епископа Бертуина Морган фигурировал с сыновьями Ителом и его братом Гуэйднертом. Из Книги Лландафа (стр. 190) выясняется, что жену Моргана назвали Рикенет, но смысл текста неоднозначен, и она, возможно, была женой его сына Итела:
«Morcante rege et a filio eius Iudhail et ab uxore eius Ricceneth».
Венди Дэвис датирует эти уставы около 670—710 годами. Йоло Моргануг называл Моргана «Морганом Богатым», за что он не имел авторитета. Это вводит в заблуждение Дж.Э. Ллойда и других.
Позже Морган упоминается при Бертуине, совместно с Клотри (Родри?), Иаго, Гведнертом, Гургафарном, Комерегом и прочими дворянами. Ещё позже, снова с Гведнертом, а также Гвенгартом, Габраном, Элфином и прочими другими.
Морган был мудрым, милосердным и щедрым правителем. Он учредил суд двенадцати старейшин, известный также как апостольский суд, в который мог обратиться каждый человек прежде, чем судиться по законам страны. Морган уважал церковь. Он учредил епархию в Маргаме, где находился его двор.
Согласно легендам, Морган обладал чудесной колесницей, входившей в число тринадцати «Сокровищ Британии». По преданию, человек, севший в эту колесницу, мгновенно переносился туда, куда пожелает.
Моргана сменил его сын Ител в 710 году или в 715 году. Он умер около 730 года или 735 года